# Conforama Suisse

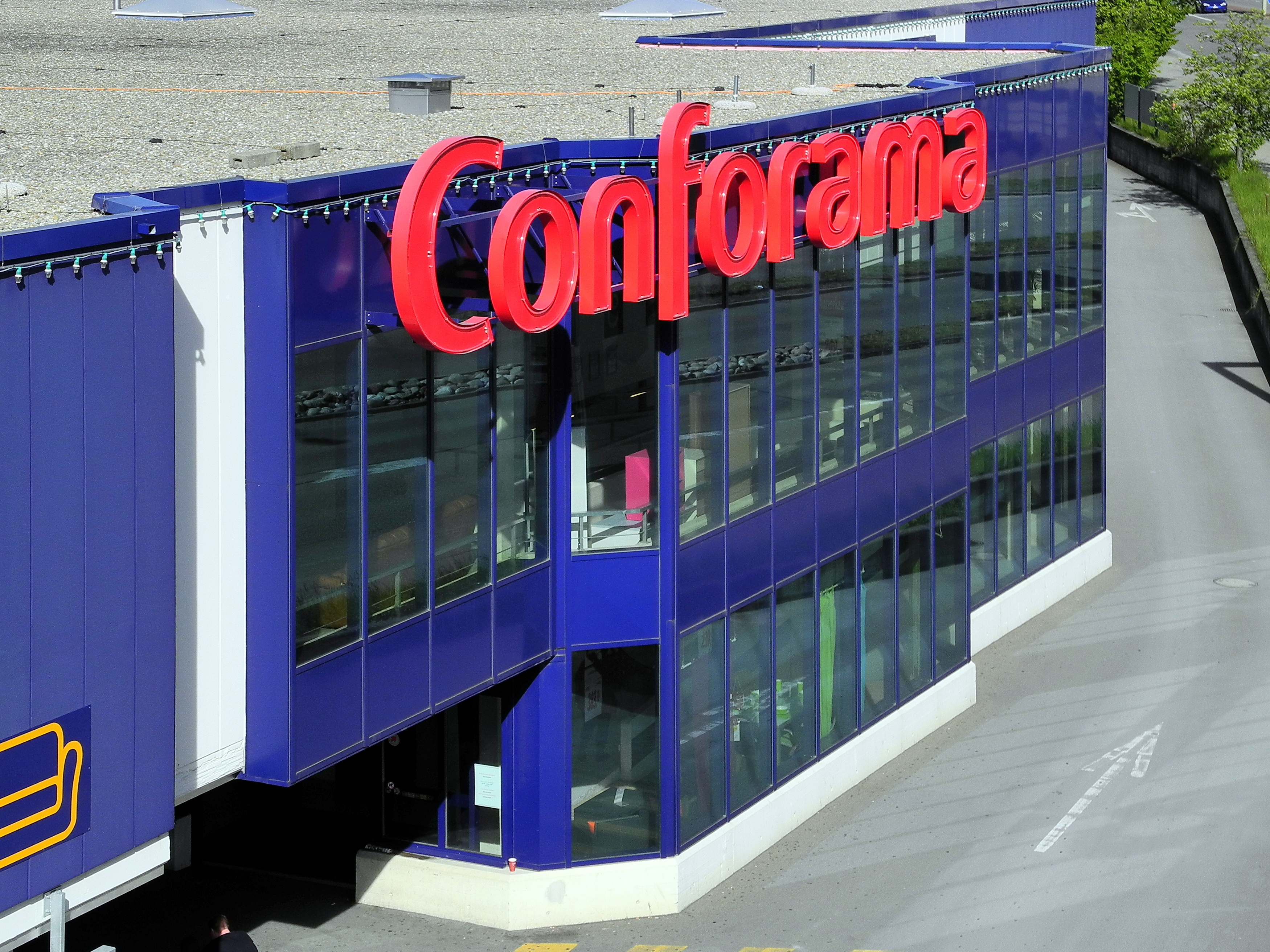
Conforama in Wallisellen

Conforama Suisse ist ein Schweizer Einrichtungsdetailhändler mit Sitz in Ecublens im Kanton Waadt.

## Geschichte
Gegründet wurde das Unternehmen unter dem Namen Conforama S.A. im August 1975 als Schweizer Ableger des gleichnamigen französischstämmigen Möbelhandelskonzerns Conforama. Der Markteintritt in die Schweiz erfolgte 1976.
Nachdem das französische Mutterhaus 1991 von der Pinault SA übernommen worden war, gehörte das Unternehmen zum Luxusgüterkonzern Pinault-Printemps-Redoute (PPR), der die Conforama Holding Anfang 2011 an die Steinhoff-Gruppe verkaufte. In der Schweiz besass Steinhoff zu dieser Zeit bereits die LIPO Einrichtungsmärkte.
Die Maus Frères Holding hatte 1998 als Franchisenehmerin des Einrichtungshauses Fly begonnen, in der Schweiz Filialen zu eröffnen. Im April 2012 wurde der Franchisevertrag aufgelöst und die Fly (Schweiz) AG an den französischen Mutterkonzern verkauft. Dieser veräusserte das Schweizer Geschäft im Februar 2014 an Conforama, die von den 19 Filialen drei selber übernahm und sechs an LIPO weiterreichte; die übrigen 10 Filialen wurden bis Februar 2015 weitergeführt und schliesslich bis Ende April 2015 geschlossen, wobei eine Filiale noch von Conforama übernommen wurde.
Nachdem Ende 2017 ein Bilanzskandal den Steinhoff-Konzern erschüttert hatte und dessen Geschäftsführer Markus Jooste abgetaucht war, musste sich der Konzern im Zuge der tiefgreifenden Restrukturierung ab 2018 von diversen Tochterunternehmen trennen. Im Februar 2019 wurde von Verhandlungen über einen Verkauf von Conforama berichtet. Anfang Juli 2020 wurde bekannt, dass XXXLutz gemeinsam mit dem US-amerikanischen Finanzinvestor CD&R das Geschäft in Frankreich übernehmen werde. Ende Juli 2020 wurde schliesslich bekannt, dass Steinhoff das Geschäft in der Schweiz mit 22 Standorten und gut 1200 Mitarbeitern an eine Schweizer Investorengruppe verkauft habe, unter Federführung des Westschweizer Unternehmers Dan Mamane.
Nachdem Steinhoff das ehemalige Schwesterunternehmen LIPO Einrichtungsmärkte ebenfalls zum Verkauf gestellt hatte, wurde im Januar 2022 bekannt, dass XXXLutz dieses übernehmen möchte und sich zudem an Conforama Suisse beteiligt. 2023 wurde bekannt, dass XXXLutz Conforama Suisse übernimmt.

## Leitung
Geleitet wurde Conforama Suisse seit 2018 vom Freiburger Patrice Dupasquier, der bei Conforama Wallisellen von 1995 bis 1998 Geschäftsleiter war, danach bei Dosenbach-Ochsner den Geschäftsbereich Ochsner Sport verantwortete und schliesslich von 2010 bis Ende 2017 Geschäftsleiter des Gesamtunternehmens war. Per 1. August 2023 übernahm der frühere Manor-Chef Jérôme Gilg die Leitung.